# 大敦賀行進曲
「大敦賀行進曲」（だいつるがこうしんきょく）は、1936年1月に日本コロムビアより発売された伊藤久男が歌った敦賀市の委託制作盤。

## 概要
敦賀市は港の要衝として知られる港町であり、大変栄えていた。そこで、敦賀の名士・宇野泰三氏が自費を投じて制作したのがこの「大敦賀行進曲」である。
マスダ(相生町にあるレコード店)から日本コロムビアに依頼してもらい、制作した。同店店主によれば、「昭和11年当時宣伝カーに父親と一緒に乗ってこの曲をかけて走り回っていた。」そうである。
昭和11年当時はSP盤で発売されており、B面には音丸の「滿洲想へば」(作詞：高橋掬太郎　作編曲：大村能章)が配されている。これは敦賀市にあった敦賀連隊が満州へ出征していたことによるもので、戦地へこのレコード盤も送られたそうである。「大敦賀行進曲」が親しまれる一方で、「滿州想へば」が戦地の兵士たちの心に刺さり、同年2月にはA面にすげ替えられて日本コロムビアより発売されている。B面には伊藤久男が歌う「月の國境」(作詞：佐藤惣之助、作曲：古関裕而、編曲：奥山貞吉）が配されている。
そして、EP盤としても再発売されており、1977年9月以前に2回、1977年9月に再発売されている。これらのときのB面には、昭和天皇敦賀行幸記念で1934年4月に制作された塩原秩峰・南地おせん「敦賀みなと音頭(A)」が配されている。因みに、このEP盤の「大敦賀行進曲」の音源は、マスダ所有のSP盤から再生録音したもので、ノイズが酷い。

## 収録曲
1936年1月発売(SP盤Ver.)
1. 伊藤久男「大敦賀行進曲」(3分17秒)　作詞：高橋掬太郎　作曲：古關裕而　編曲：奧山貞吉
2. 音丸「滿洲想へば」作詞：高橋掬太郎　作編曲：大村能章

1977年9月等発売(EP盤Ver.)
1. 伊藤久男「大敦賀行進曲」(3分17秒)　作詞：高橋掬太郎　作曲：古関裕而　編曲：奥山貞吉
2. 塩原秩峰・南地おせん「敦賀みなと音頭(A)」　作詞：柵木政亮　作曲：タイヘイ文藝部